# Zinaspa
Zinaspa is een geslacht van vlinders van de familie Lycaenidae.

## Soorten
- Z. distorta (De Nicéville, 1887)
- Z. todara (Moore, 1883)
- Z. zana De Nicéville, 1898